# 大学生关注可口可乐小组
大学生关注可口可乐小组是一个社会调查小组，成立于2008年8月，成员均是中国高校在读的大学生，主要调查可口可乐公司在中国的工厂的劳工问题，包括侵犯派遣工权益、违反《劳动合同法》等情况。小组要求可口可乐中国公司向派遣工人道歉，并将派遣工依法转为正式工，支付工人被克扣的工资以及相应的赔偿金。

## 发展历程

#### 工厂区调研
2008年，中央民族大学研究生杨郑君和浙江工业大学学生王伟，两人受到香港学生组织香港大学师生监察无良企业行动(SACOM)监督“张茵血汗工厂”事件的启发，决定在2008年暑假到加工制造业密集的珠三角打工，了解工人状况，因搜索到一则关于“山西可口可乐拖欠民工工资”的消息，两人决定对可口可乐公司进行调查。其后，他们找到了几名志同道合的大学生一同参与活动。学生以两人一组的方式，在7月底进行为期一个月的打工和调查。
小组核心成员杨郑君称，在调研之前，他们并不清楚什么是派遣工，在现场调查后，他们发现派遣工的生活条件最苦，才把调查焦点转向派遣工。调研涉及到浙江、广东、上海几个地方的工厂，其中杭州的加工厂是学生以打工名义实地体验的，其他地方均以访谈工人为主。
广东调研的成员在工厂里打工一个月，同时调查可口可乐公司的工厂。他们在可口可乐装瓶厂附近的小厂打工，再用工余事件了解装瓶厂工人的劳动状况。
小组成员以找工作为由，在工人歇息的地方找他们聊天，可口可乐的工人会跟他们讲一些厂里的故事，比如工资、工伤、正式工殴打派遣工、食宿等等。但聊天次数多了，工人开始怀疑，后面小组成员公开了大学生调研的身份，工人对学生的戒备心低，也同意他们进行录音访谈。

#### 成立小组发布报告
2008年8月底，在进行了近1个月的调查后，这些大学生们在广东东莞一间出租屋里正式成立了“大学生关注可口可乐小组”，最初成员有7名，他们计划公开其调查结果。
2008年12月14日晚，大学生关注可口可乐小组在中央民族大学发布《可口可乐调查报告》，称可口可乐违法用工，严重侵害派遣工利益。
报告经过 4 个月的调查和2 个月的撰写。小组调查的可口可乐5家装瓶厂分别是杭州中萃食品有限公司、广东太古可口可乐有限公司、可口可乐装瓶商生产（东莞）有限公司、广东太古可口可乐惠州有限公司、上海申美饮料食品有限公司。
调查反映出最严重、最集中的问题在派遣工方面，5家可口可乐装瓶厂都存在大量的派遣工。例如，杭州中萃公司的正式员工近100人，派遣工在旺季时约1000—2000人左右，淡季有600多人，派遣工比例最高达90%。
这则报告称：“可口可乐中国公司存在大量的派遣工和其他非正式工，这些工人干着最危险、最苦、最累的工作，工作时间最长，工资却最低，而且还被拖欠甚至克扣”。同时，报告也对可口可乐公司提出改善工人劳动状态的要求。
此外，调查报告还称，杭州中萃公司的工资低于当地最低工资标准；广州太古公司、东莞公司、惠州公司、申美公司都存在不同成都的克扣工人工资的情况。

#### 回访调研
2009年1月，小组核心成员杨郑君称，在报告发布后，可口可乐想把问题一直拖下去，从而不了了之，因此小组比较被动，距离目标实现还很长，同时在招募志愿者更多志愿者。
2009年5月，小组发布了第二期的可口可乐调查报告，回访了此前调研的5家装瓶厂以及调研了北京可口可乐丰台分厂与天津可口可乐。第二期报告指，这些装瓶厂工人的劳动状况没有太大改善，非法使用派遣工人更是毫无变化。

## 主要行动

#### 调研及撰写报告
小组分别在2008年和2009年发布了两份针对可口可乐装瓶厂劳工状况的调查报告，揭露了其中非法用工、大量使用派遣工，以及劳动条件恶劣的问题。

#### 呼吁体育明星停止代言
2008年12月14日，小组发布公开信，呼吁如果可口可乐拒绝改善派遣工待遇，希望姚明、刘翔停止为可口可乐代言。

#### 请求全国总工会检查
小组在报告中提出，请求全国总工会及相应地方工会检查可口可乐瓶装厂，维护工人权益，他们也把调查报告送达全国总工会。

#### 报告研讨会
2008年12月28日，小组举行了调查报告研讨会，参加者有高校学者、律师、媒体工作者和关注小组活动的各高校学生。
2008年12月19 日小组公布了《给劳动和社会保障部的公开信》，希望相关劳动部门介入调查可口可乐。后来小组通过电话得知，当地的劳动部门对可口可乐装瓶厂进行了调查，但没有告知具体调查结果。
向高校学生讲解派遣工人的问题：2009年3月20日到4月26日，小组成员在全国各地二十多个高校社团开展交流活动，参加的同学总数至少有 500 人。活动上主要分享小组成员搜集的关于派遣工人劳动状况和面临问题的资料。

## 后续及影响

#### 可口可乐公司回应
大学生关注可口可乐小组发布调查报告后，2008年12月15日，可口可乐中国公司对外发布声明，称已经与相关的装瓶厂进行沟通，内部自查结果显示，该报告中的指责并不属实。
其中，杭州中萃公司回应：该公司大部分雇员都是长期用工，签有符合国家法规的劳动合同。派遣工比例从未超过雇员总数（2692人）的43%。东莞公司回应称，该公司派遣员工占公司用工总人数的21%。此外，调查报告提及的“非法收取进厂费”、“克扣、拖欠派遣工人工资”、“职业安全防护措施缺乏”、“工伤没人管，工人被人打”、“工人吃不饱饭，伙食极差”、“超长时间加班，休息时间少”，“不买保险”等问题，可口可乐中国公司均予以否定。

#### 全国总工会回应
2008年17日，中华全国总工会的新闻发布会上，全总保障工作部部长李守镇回应关于可口可乐涉嫌侵犯派遣工权益事件时说，“我们现在在密切关注”。李守镇表示，解决这个问题应该是派遣工所在地的工会和企业所在地的工会来配合劳动部门。如果可口可乐真有违法、侵权的行为，也是所在地工会和企业工会配合协调和督促劳动部门给予解决。

#### 舆论关注派遣工问题
调查报告发出后，形成了一定的舆论压力，在报告发布后，小组的博客在极短时间内，点击访问量已达到18万人次。
在报告发布后，众多媒体对小组进行采访，并报道了派遣工权益的问题，包括《南方周末》的《跨国企业国企都在钻空子 劳动合同法期待完善》和《中国青年报》的《“派遣工”争议折射劳动合同法漏洞》等。

#### 大学生声援
2008年12月25日，北京一所高校的学生进行了抵制可口可乐的行为艺术表演，带着写有“可口可乐血汗工厂” 、 “非法用工” 、 “剥削工人”等标语。另一所高校的学生则在校园里发放宣传页，介绍了小组的活动，并号召学生一起抵制可口可乐。
香港学生组织SACOM声援大学生关注可口可乐小组的行动，向香港太古公司主席白纪图发公开信，要求控股多家内地可口可乐工厂的太古公司“尽快作出解释”，并“按法律规定及企业社会责任原则改变在内地工厂的种种不合理用工行为”。

#### 卧底学生讨薪被殴打
2009年8月，大学生关注可口可乐小组成员小梁在向劳务派遣公司讨薪时发生冲突，小梁受伤。小梁在2009年7月，隐藏大学生身份应聘成为志强企业管理服务有限公司(以下简称志强公司)员工，并被“派遣”进入可口可乐灌装厂杭州中萃食品有限公司(以下简称杭州中萃)，成为生产线工人。小梁在提出辞职后，向劳务派遣公司索要薪水，期间双方发生冲突。
大学生关注可口可乐小组公开表示，当天小梁向副总经理确认拿工资的日期，而一名劳务派遣公司的员工认为他在闹事，并打了他一拳，两人发生冲突，更有另一名员工加入殴打小梁，最后小梁被打致左眼眶充血，右耳耳膜穿孔，全身多处淤青。并征集联名信要求可口可乐中国公司以及劳务派遣公司负责。
该劳务派遣公司法人代表回应这是“公司内部员工之间的一次打架”，而且质疑大学生卧底工厂的做法。
其后，关注小组招募公益律师协助小梁维权，并且要求装瓶厂和可口可乐公司同样承担法律责任。